# Vilniansk
Vilniansk (en ucraïnès Вільнянськ) és una ciutat de la província de Zaporíjia, Ucraïna. El 2021 tenia 14.583 habitants.

## Galeria d'imatges

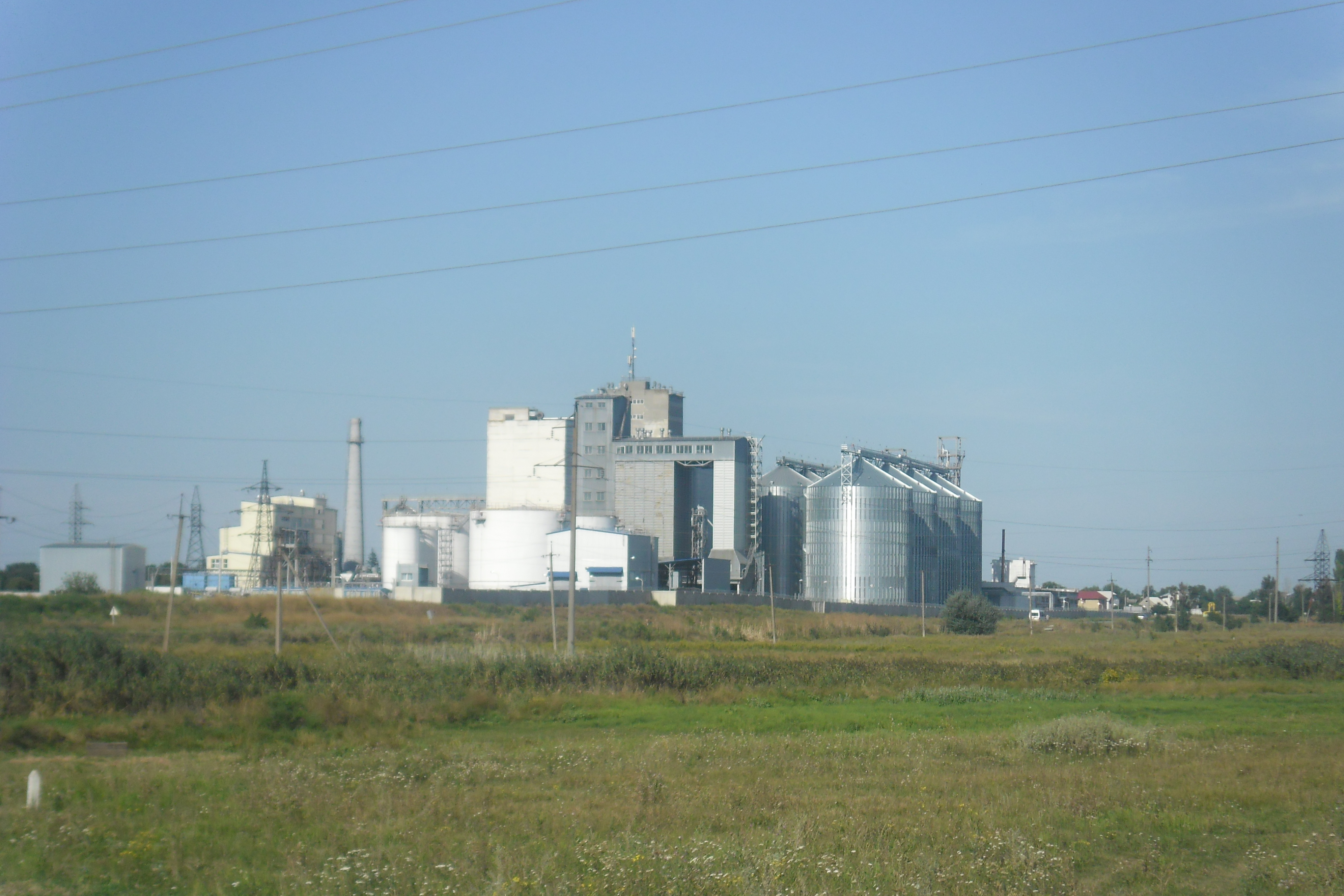
Companyia de Vilniansk
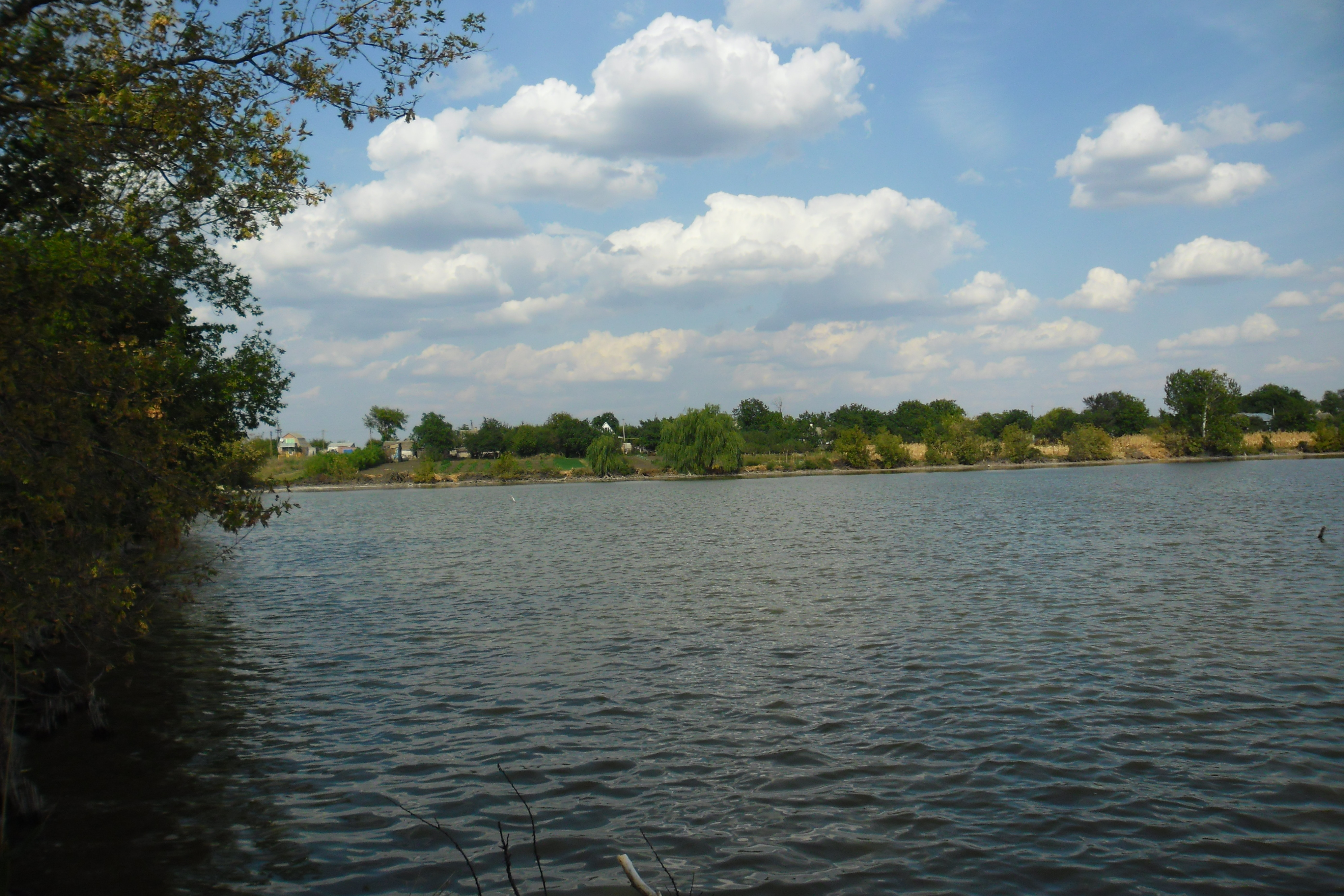
Riu passant per Vilniansk